# La xarxa tholiana
"La xarxa tholiana" (títol original en anglès "The Tholian Web") és el novè episodi de la tercera temporada de la sèrie de televisió de ciència-ficció estatunidenca Star Trek. Escrit per Judy Burns i Chet Richards i dirigit per Herb Wallerstein, es va emetre per primera vegada el 15 de novembre de 1968.
A l'episodi, el capità Kirk es veu atrapat entre dimensions mentre la tripulació de l' Enterprise treballa per recuperar-lo. Durant tot el temps, els tholians estan teixint una xarxa d'energia destructiva al voltant de l' Enterprise.

## Trama
La nau estelar USS Enterprise cerca l'USS Defiant. Els sensors detecten fractures a l'espai i una pèrdua de potència afecta tots els sistemes. La Defiant es troba a la deriva, i el capità Kirk, el primer oficial Spock, el cap mèdic Dr. McCoy, i l’alferes Chekov es transporten portant vestits mediambientals. A bord del Defiant, troben la tripulació morta, aparentment s'havien matat entre elles.
El grup d'exploració descobreix que la Defiant s'està esvaint del nostre univers. Amb una funcionalitat limitada del transportador a causa del mal funcionament, Kirk ordena als seus homes que tornin a l’Enterprise. Quan l'enginyer en cap Scott intenta fer pujar Kirk a bord, la Defiant desapareix.
Spock determina que l'espai local està experimentant períodes d' "interfase", quan dues dimensions paral·leles es fusionen. Creu que Kirk reapareixerà durant la següent interfase. Mentre explica la situació, Chekov reacciona amb ira, un símptoma que McCoy creu que es deu a la seva proximitat a la Defiant. Spock es nega a moure la nau, per por d'interrompre l'espai local i perdre el capità.
Amb dues hores per a la següent interfase, un vaixell desconegut s'acosta a l' Enterprise. El seu capità, el comandant Loskene de l'Assemblea Tholiana, afirma que l’Enterprise ha violat l'espai tholià i ha de marxar. Spock convenç a Loskene d'esperar una hora i cinquanta-tres minuts. Quan s'acaba el temps, Kirk no reapareix; Spock conclou que l'arribada del vaixell tholià va interrompre la interfase.
Quan Loskene ataca l' Enterprise, McCoy torna a instar a Spock a marxar, creient que Kirk s'ha perdut. Spock torna el foc i la nau tholiana queda desactivada, però l' Enterprise rep danys i comença a derivar. Un segon vaixell tholià s'uneix al primer, i els dos comencen a teixir una xarxa d'energia que engabiarà l' Enterprise.
Spock i McCoy veuen una cinta deixada per Kirk, per reproduir-la en cas de la seva mort, que els implora que treballin junts. La tinent Uhura i Scott informen que han vist manifestacions fantasmals de Kirk. Finalment, l'aparició es veu al pont; Kirk encara porta el seu vestit mediambiental.
Amb la xarxa tholiana gairebé completa, McCoy dispensa un antídot als efectes de l'espai local, i Spock determina l'hora de la propera aparició de Kirk. Fixen les coordenades de Kirk, i Spock ordena l'activació dels motors de la nau, que els transporta a través de l'esquerda espacial. Kirk és portat pel pany del transportador i enviat a bord just quan se li acaba l'oxigen.
Al pont, Kirk pregunta a Spock i McCoy sobre la seva gestió de l'emergència, especialment pel que fa a la cinta. McCoy i Spock afirmen que no van tenir temps de veure-la, i Kirk accepta les seves respostes.

## Doblatge al català
L’episodi va ser doblat al català pels estudis Tecni-3 (primera part) i Diálogo (segona part) i emés a TV3 l’any 1989.
| Personatge                | Actor/actriu     | Veu en català                      |
| ------------------------- | ---------------- | ---------------------------------- |
| James T. Kirk             | William Shatner  | Jordi Boixaderas                   |
| Spock                     | Leonard Nimoy    | Isidre Sola i Llop                 |
| Leonard McCoy             | DeForest Kelley  | Eduard Lluís Muntada               |
| Montgomery Scott 'Scotty' | James Doohan     | Joan Carles Gustems Domènec Farell |
| Nyota Uhura               | Nichelle Nichols | Glòria Roig Azucena Díaz           |
| Pavel Chekov              | Walter Koenig    | Quim Roca Pep Madern               |
| Hikaru Sulu               | George Takei     | Jaume Nadal Enric Cusí             |
| Christine Chapel          | Majel Barrett    | Ana Maria Mauri Rosa Gavin         |
| Loskene                   | Barbara Babcock  | ?                                  |

## Aparicions posteriors
En un episodi de dues parts de Star Trek: Enterprise anomenat "In a Mirror, Darkly", es revela que el Defiant ha reaparegut a l'univers mirall de l'època d’ Archer, on primer és rescatat pels tholians i després robat per l'Imperi Terrà.

## Recepció
Al seu llibre The World of Star Trek, Nichelle Nichols va admetre que aquest era el seu episodi preferit juntament amb El problema dels tribbles. L'episodi va ser nominat als Premis Emmy de 1968 pels seus efectes especials.
En un rànquing del lloc Hollywood.com, Christian Blauvelt col·loca aquest episodi a la posició 23a dels 79 episodis de la sèrie original explicant que és un dels millors episodis on la tripulació treballa contra-rellotge. Al lloc The A.V. Club, Zack Handlen dóna a l'episodi una nota de B+ trobant que l'episodi està ben escrit i que la dualitat entre McCoy i Spock funciona bé.
El 2015, SyFy va classificar aquest episodi com un dels deu episodis de Spock essncials de la sèrie original de Star Trek.
El 2016, The Hollywood Reporter va classificar "La xarxa tholiana" com el 75è millor episodi de televisió de tots els programes de televisió de la franquícia de Star Trek abans de Star Trek: Discovery.
El 2018 una guia de marató de sèries de Star Trek publicada per Den of Geek, va recomanar aquest episodi perquè presentava el trio de personatges Kirk, Spock i Bones de la sèrie original.

## Cultura popular
L'any 1997 es va saber que els investigadors de l’ Oficina de Duanes dels Estats Units havien utilitzat el nom de xarxa tholiana per a una operació d'arrel dissenyada per eliminar i arrestar criminals de la pornografia infantil.
El 1997 havia desencadenat centenars de processaments.
L'any 2010 Gerry W. Beyer, de la Texas Tech University School of Law, va citar un enregistrament de vídeo introduït en aquest episodi, que el capità Kirk, capità de la nau espacial Enterprise, havia deixat per als seus dos oficials més grans per organitzar en cas de la seva mort, animant-los a superar la seva animositat personal.
Beyer va descriure aquesta gravació de ficció com una de les primeres instàncies enregistrades del que ell va anomenar video-voluntat.
Els politòlegs han comparat la metàfora de l'atrapament d'aquest episodi amb els reptes profunds que senten els polítics i els administradors quan s'enfronten a faccions i grups de pressió en competència.

## Vídeo domèstic
"La xarxa tholiana" es va publicar el 1988 en LaserDisc als Estats Units. ser publicat per Paramount Home Video, i va ser llançat com a parella amb "Perquè el món és buit i jo he tocat el cel". Títols de Star Trek eren populars al creixent mercat del vídeo domèstic a la dècada de 1980, i la pel·lícula Star Trek II havia ajudat a establir el mercat del vídeo domèstic.
Aquest episodi es va publicar al Japó el 21 de desembre de 1993 com a part del conjunt complet de LaserDisc de la temporada 3, Star Trek: Original Series log.3. També es va incloure un tràiler d'aquest i dels altres episodis, i l'episodi tenia pistes d'àudio en anglès i japonès. El títol de la portada era スター・トレック TVサードシーズン.